# Yukinari Sugawara
Yukinari Sugawara (Japans: 菅原 由勢) (Toyokawa, 28 juni 2000) is een Japans voetballer die speelt voor Southampton.

## Carrière

### Nagoya Grampus
Yukinari Sugawara speelde in de jeugd van AS.Laranja Kyoto en Nagoya Grampus. Bij deze club debuteerde hij op 24 februari 2018 in de J1 League, in de met 2-3 gewonnen uitwedstrijd tegen Gamba Osaka. In zijn eerste seizoen bij Nagoya wist de club zich op doelsaldo te handhaven in de J1 League. Het seizoen erna speelde Sugawara weinig.

### AZ
In de zomerstop van 2019 werd bekend dat hij aan AZ verhuurd wordt. In de maanden die volgden maakte Sugawara een beste indruk op AZ's technische directeur Max Huiberts waardoor hij een contract van vijf jaar kreeg aangeboden. Sugawara heeft het contract ondertekend op 23 februari 2020 en ligt vast bij AZ tot medio 2025.
In het seizoen 2021/22 werd Sugawara de eerste rechtsback, na het vertrek van Jonas Svensson. Over alle competities speelde Sugawara dat seizoen vijftig wedstrijden en miste hij er slechts twee. Hij speelde ook een aantal wedstrijden als rechtsbuiten. Het seizoen erna speelde hij 47 wedstrijden, waarin hij tot vier goals en elf assists kwam.

## Statistieken

### Beloften
| Seizoen                         | Club           | Competitie     | Competitie | Competitie |
| Seizoen                         | Club           | Competitie     | Wed.       | Dlp.       |
| ------------------------------- | -------------- | -------------- | ---------- | ---------- |
| 2019/20                         | → Jong AZ      | Eerste divisie | 7          | 0          |
| 2020/21                         | Jong AZ        | Eerste divisie | 5          | 1          |
| Carrièretotaal                  | Carrièretotaal | Carrièretotaal | 12         | 1          |
| Bijgewerkt op 29 september 2022 |                |                |            |            |

### Senioren
| Seizoen        | Club           | Competitie     | Competitie | Competitie | Beker | Beker | Internationaal | Internationaal | Overig | Overig | Totaal | Totaal |
| Seizoen        | Club           | Competitie     | Wed.       | Dlp.       | Wed.  | Dlp.  | Wed.           | Dlp.           | Wed.   | Dlp.   | Wed.   | Dlp.   |
| -------------- | -------------- | -------------- | ---------- | ---------- | ----- | ----- | -------------- | -------------- | ------ | ------ | ------ | ------ |
| 2018           | Nagoya Grampus | J1 League      | 13         | 0          | 2     | 0     | –              | –              | 4      | 0      | 19     | 0      |
| 2019           | Nagoya Grampus | J1 League      | 0          | 0          | 6     | 0     | –              | –              | 0      | 0      | 6      | 0      |
| 2019/20        | → AZ           | Eredivisie     | 16         | 2          | 1     | 0     | 11             | 1              | –      | –      | 28     | 3      |
| 2020/21        | AZ             | Eredivisie     | 25         | 2          | 1     | 0     | 5              | 0              | 0      | 0      | 31     | 2      |
| 2021/22        | AZ             | Eredivisie     | 33         | 1          | 4     | 0     | 10             | 0              | 3      | 0      | 50     | 1      |
| 2022/23        | AZ             | Eredivisie     | 31         | 3          | 2     | 0     | 14             | 1              | 0      | 0      | 47     | 4      |
| 2023/24        | AZ             | Eredivisie     | 28         | 4          | 2     | 0     | 10             | 0              | 0      | 0      | 40     | 4      |
| Carrièretotaal | Carrièretotaal | Carrièretotaal | 146        | 12         | 18    | 0     | 50             | 2              | 7      | 0      | 221    | 14     |

1 Owusu-Oduro ·
3 Goes ·
4 Martins Indi  ·
5 Penetra ·
6 Koopmeiners ·
7 Van Bommel ·
8 Clasie ·
9 Parrott ·
10 Mijnans ·
11 Sadiq ·
12 Verhulst ·
13 Westerveld ·
14 Belić ·
16 Maikuma ·
17 Addai ·
18 Møller Wolfe ·
21 Poku ·
22 Dekker ·
23 Lahdo ·
24 Schouten ·
26 Smit ·
28 Buurmeester ·
30 Kasius ·
31 Deen ·
34 De Wit ·
35 Meerdink ·
37 Daal ·
41 Zoet ·
Coach: Martens
· Assistent-trainer: Franssen
· Assistent-trainer: Goudmijn
· Assistent-trainer: Sierksma
· Keeperstrainer: Van Aart